# Phaenicophaeus viridirostris
La malcoa facciablu o malcoa beccoverde piccolo (Phaenicophaeus viridirostris Jerdon, 1840), è un uccello della famiglia dei Cuculidae.

## Sistematica
Phaenicophaeus viridirostris non ha sottospecie, è monotipico.

## Distribuzione e habitat
Questo uccello vive in India e nello Sri Lanka.